# Agrotis inobtrusa
Agrotis inobtrusa is een vlinder uit de familie uilen (Noctuidae). De wetenschappelijke naam van deze soort is voor het eerst geldig gepubliceerd in 1870 door Walker.
De soort komt voor in tropisch Afrika.